# Stadion Karađorđe
Stadion Karađorđe (serb. Стадион Карађорђе) – stadion sportowy położony w Nowym Sadzie. Na stadionie swoje mecze domowe rozgrywa drużyna FK Vojvodina. Do użytku został oddany w 1924 roku. W 2009 roku odbyły się na nim Mistrzostwa Europy Juniorów w Lekkoatletyce. W 2011 roku obiekt był jedną z aren piłkarskich Mistrzostw Europy U-17. Rozegrano na nim trzy spotkania fazy grupowej, obydwa półfinały oraz finał turnieju.